# Liste de jeux Windows (O)
Cette liste de jeux Windows dont le titre commence par la lettre O recense des jeux vidéo sortis sur le système d'exploitation Windows pour PC.
Pour un souci de cohérence, la liste utilise les noms français des jeux, si ce nom existe.
Cette liste est découpée, il est possible de naviguer entre les pages via le sommaire.
- O.D.T.
- O.R.B.: Off-World Resource Base
- O2Jam
- Oasis
- Obduction
- Obscure
- Obscure 2
- Observation
- Observer
- Obsidian
- Occupation, The
- Oceanhorn: Monster of Uncharted Seas
- Oceanhorn 2: Knights of the Lost Realm
- Octahedron
- Octodad
- Octodad: Dadliest Catch
- Octopath Traveler
- Ode
- Odell Down Under
- Oddworld : L'Odyssée d'Abe
- Oddworld : L'Exode d'Abe
- Oddworld : L'Odyssée de Munch
- Oddworld : La Fureur de l'étranger
- Oddworld: New 'n' Tasty!
- Oddworld: Soulstorm
- Odyssée : Sur les traces d'Ulysse
- Odyssée des Zoombinis, L'
- Œil du dragon, L'
- Œil du Kraken, L'
- Œil noir, L' : Les Chaînes de Satinav
- Œil noir, L' : Demonicon
- Of Mice and Sand
- Of Orcs and Men
- Off
- Off Road
- Off-Road Velociraptor Safari
- Office, The
- Officers
- Official Formula 1 Racing
- Offworld Trading Company
- Ōgon Musōkyoku
- Oiκοςpiel, Book I
- Oil Rush
- Oil Tycoon
- Oil Tycoon 2
- Ōkami HD
- Okhlos
- Oktoberfest Manager
- Old Man's Journey
- Old School Musical
- Old School RuneScape
- Old World
- OlliOlli
- OlliOlli 2: Welcome to Olliwood
- Olympic Summer Games: Atlanta 1996
- Ombre de Zorro, L'
- Omega Stone, The : Rivages oubliés
- Omerta: City of Gangsters
- OMG-Z
- Ominous Horizons: A Paladin's Calling
- OmniBus
- Omoide ni Kanata Kimi: Memories Off
- OneShot
- One: Kagayaku Kisetsu e
- One Finger Death Punch
- One More Gate: A Wakfu Legend
- One Must Fall: Battlegrounds
- One Piece: Burning Blood
- One Piece: Pirate Warriors 3
- One Piece: Pirate Warriors 4
- One Piece: Unlimited World Red
- One Piece: World Seeker
- One Punch Man: A Hero Nobody Knows
- Onechanbara Z2: Chaos
- Oni
- Oniken
- Onimusha: Warlords
- Onimusha 3: Demon Siege
- Oninaki
- Onirism
- Online Bomberman
- Onlineworms
- Oolite
- OpenArena
- OpenBVE
- OpenTTD
- Open Kart
- Open Roads
- Opéra fatal
- Operation 7
- Operation Abyss: New Tokyo Legacy
- Operation Air Assault
- Operation Air Assault 2
- Operation: Blockade
- Operation Carnage
- Operation Flashpoint: Cold War Crisis
  - Operation Flashpoint: Red Hammer
  - Operation Flashpoint: Resistance
- Operation Flashpoint: Dragon Rising
- Operation Flashpoint: Red River
- Operation: Inner Space
- Operation: Matriarchy
- Operation Neptune
- Operation Steel Tide
- Opération Teddy Bear
- Operation War in the Pacific
- Operational Art of War, The
- Operational Art of War II, The: Modern Battles
- Operational Art of War III, The
- OPUS: The Day We Found Earth
- Opus Magnum
- Orbiter
- Orcs Must Die!
- Orcs Must Die! 2
- Orcs Must Die! Unchained
- Order and Chaos Online
- Order and Chaos 2: Redemption
- Order of War
- Oregan Trail, The
- Oregon Trail II
- Organ Trail
- Oretachi ni Tsubasa wa Nai
- Ori and the Blind Forest
- Ori and the Will of the Wisps
- Original War
- Orion Conspiracy, The
- Orwell
- Osiris: New Dawn
- Osmos
- Osu!
- Othercide
- Otome wa boku ni koishiteru
- OTTTD
- Otto Matic
- Out of the Box
- Out of the Park Baseball
- Out of the Park Baseball II
- Out of the Park Baseball 3
- Out of the Park Baseball 4
- Out of the Park Baseball 5
- Out of the Park Baseball 6
- Out of the Park Baseball Manager 2006
- Out of the Park Baseball 2007
- Out of the Park Baseball 8
- Out of the Park Baseball 9
- Out of the Park Baseball 10
- Out of the Park Baseball 11
- Out of the Park Baseball 12
- Out of the Park Baseball 13
- Out of the Park Baseball 14
- Out of the Park Baseball 15
- Out of the Park Baseball 16
- Out of the Park Baseball 17
- Out of the Park Baseball 18
- Out There: Ω Edition
- Out There: Oceans of Time
- Outcast
- Outcast : Second Contact
- Outer Wilds
- Outer Worlds, The
- Outforce, The
- Outland
- Outlast
- Outlast: Whistleblower
- Outlast 2
- Outlast Trials, The
- Outlaw Golf
- Outlaws
  - Outlaws: Handful of Missions
- Outlive
- Outpost
- Outpost 2: Divided Destiny
- Outpost Kaloki X
- Outriders
- OutRun 2006: Coast 2 Coast
- Outward
- Outwars
- Over the Reich
- Overboard!
- Overclocked : Thérapie de choc
- Overcooked
- Overcooked 2
- Overgrowth
- Overkill's The Walking Dead
- Overland
- Overlord
  - Overlord: Raising Hell
- Overlord II
- Overlord: Fellowship of Evil
- Overpass
- Overwatch
- Overwatch 2
- Owlboy
- Oxenfree
- Oxygen Not Included

| Sommaire : | Haut - A B C D E F G H I J K L M N O P Q R S T U V W X Y Z 0-9 |